# 444 aC
El 444 aC va ser un any del calendari romà prejulià. Era l'any 310 ab urbe condita. La denominació 444 aC per a aquest any s'ha emprat des de l'edat mitjana, quan el calendari Anno Domini va ser el mètode més usat a Europa per a anomenar els anys.

## Esdeveniments
- Pèricles venç els seus rivals conservadors en un debat públic, i promet diners de la seva butxaca per embellir Atenes. Tucídides d'Alopece i el seu partit s'oposaven a les despeses que es feien del tresor públic en els magnífics i costosos edificis amb què Pèricles adornava la ciutat. En una assemblea contra tals despeses, Pèricles es va oferir a pagar les obres amb els seus diners si els edificis portaven una inscripció amb el seu nom. L'assemblea per aclamació el va facultar per gastar tant com volgués. Poc després es va condemnar a Tucídides d'Alopece a l'ostracisme.[2]
- L'historiador Heròdot acaba la redacció dels Nou llibres d'història (data discutida).[3]
- Gòrgias de Leontins va escriure probablement aquest any Sobre la natura, obra també coneguda amb el títol de Sobre el que és i el que no és. Sext Empíric en va conservar un resum.[4]
- A Roma van començar a ser elegits els tribuns amb potestat consular. Aquell primer any ho van ser Luci Atili Llong, que per un problema amb els auspicis va haver de renunciar, Tit Cleli Sícul i Aulus Semproni Atratí el jove.[5] D'acord amb Titus Livi i Dionisi d'Halicarnàs, la magistratura dels tribuni militum consulari potestate va ser creada durant el conflicte dels Ordres, juntament amb la magistratura del censor, per tal de donar als plebeus accés als més alts nivells de govern sense haver de reformar el càrrec de cònsol; els plebeus podien ser elegits per al càrrec de tribú consular.[6]

## Naixements
- Agesilau II, fill d'Arquidam II, i rei d'Esparta.[7]